# Suus van der Drift
Suus van der Drift (31 mei 2003) is een voetbalspeelster uit Nederland. Ze speelt als middenvelder voor Borussia Mönchengladbach in de Tweede Bundesliga.

## Clubcarrière
Sinds het seizoen 2020-2021 maakte Van der Drift deel uit van Jong PSV. Op 24 mei 2022 wist van der Drift kampioen te worden met Jong PSV.
Voorafgaande aan het seizoen 2022-2023 maakte Van der Drift de overstap naar, nieuwkomer in de Vrouwen Eredivisie, Fortuna Sittard. Op 12 december 2022 maakte Van der Drift haar debuut in de Vrouwen Eredivisie door in de 89ste minuut in te vallen voor Alieke Tuin in de thuiswedstrijd tegen Telstar. Door een doelpunt in blessuretijd van Samya Hassani eindigde het duel in een 2-2 gelijkspel.
Op 22 augustus 2023 maakte Van der Drift de overstap naar de Duitse Tweede Bundesliga club Borussia Mönchengladbach. Ze maakte haar debuut op het twee niveau van Duitsland op 27 augustus 2023 in een thuiswedstrijd tegen FC Ingolstadt. Van der Drift kwam tot 21 optredens dat seizoen en verlengde op 1 augustus 2024 haar verbintenis met Borussia Mönchengladbach tot medio 2026.

## Statistieken
| Seizoen | Club                     | Competitie         | Competitie | Competitie | Beker | Beker | Overig | Overig | Totaal | Totaal |
| Seizoen | Club                     | Competitie         | Wed.       | Dlp.       | Wed.  | Dlp.  | Wed.   | Dlp.   | Wed.   | Dlp.   |
| ------- | ------------------------ | ------------------ | ---------- | ---------- | ----- | ----- | ------ | ------ | ------ | ------ |
| 2022/23 | Fortuna Sittard          | Vrouwen Eredivisie | 1          | 0          | 0     | 0     | 0      | 0      | 1      | 0      |
| 2023/24 | Borussia Mönchengladbach | Tweede Bundesliga  | 21         | 0          | 1     | 0     | 0      | 0      | 22     | 0      |
| Totaal  | Totaal                   | Totaal             | 22         | 0          | 1     | 0     | 0      | 0      | 23     | 0      |

Bijgewerkt t/m 2 juni 2024.